# Maksim Gaspari

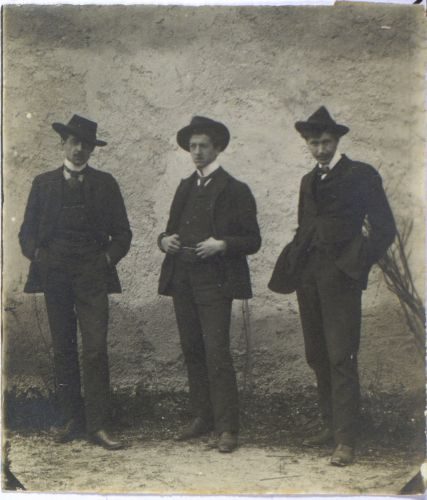
Maksim Gaspari, Fran Tratnik a Hinko Smrekar (1889)

Maksim Gaspari (26. ledna 1883 Selščak nad Cerknico – 14. listopadu 1980 Lublaň) byl slovinský malíř a ilustrátor.

## Život
Po dokončení reálného gymnázia v Lublani pracoval jako příručí v obchodě. Do výlohy namaloval obrázek herinka, který zaujal mecenáše a sběratele umění Niko Sadnikara. Sadnikar umožnil v letech 1903-1905 Maksimu Gasparimu studium výtvarné školy a akademie umění ve Vídni. V období 1908-1911 působil Gaspari v ateliéru v Kamniku, kde jej i nadále podporoval Sadnikar. Pak se Gaspari oženil a odešel do Lublaně, kde učil kreslení na různých školách do roku 1928. Poté pracoval do roku 1948 jako restaurátor v lublaňském Etnografickém muzeu.
Malířskou tvorbu Maksima Gaspariho ovlivnila secese v době jeho studií ve Vídni. Spolu s Gvidonem Birollou a Hinko Smrekarem založil spolek Vesna s programem tvorby národního slovinského umění podle lidové tradice, kterému zůstal Gaspari věrný ve své dalším malířském a ilustrátorském díle. Významnou část Gaspariho tvorby tvoří knižní ilustrace a pohlednice.